# Zimmerli Art Museum
Le musée d'art Jane Voorhees Zimmerli (en anglais : Jane Voorhees Zimmerli Art Museum), connu sous le nom de musée d'art Zimmerli (en anglais : Zimmerli Art Museum) est situé sur le Voorhees Mall (en) du campus de l'université Rutgers, à New Brunswick, dans le New Jersey. Le musée abrite plus de 60 000 œuvres, dont l'art non conformiste russe et soviétique de la célèbre collection Dodge, l'art américain du XVIIIe siècle à nos jours et six siècles d'art européen avec un accent particulier sur l'art français du XIXe siècle. Le musée est également réputé pour ses collections d'œuvres sur papier, notamment des estampes, des dessins, des photographies, des illustrations originales de livres pour enfants et des livres rares.

## Historique et description
Fondée en 1966 sous le nom de Rutgers University Art Gallery (galerie d'art de l'université Rutgers) pour célébrer le bicentenaire de celle-ci, la galerie a été agrandie en 1983 et rebaptisée Jane Voorhees Zimmerli Art Museum en l'honneur de la mère de Ralph et Alan Voorhees, les principaux bienfaiteurs de l'expansion du musée.
Le musée occupe une installation de plus de 6 500 m2, située sur le campus de New Brunswick de l'université Rutgers, l'université d'État du New Jersey.
La collection permanente du musée totalise plus de 60 000 œuvres dans un large éventail de supports et comprend une étude de l'art occidental du XVe siècle à nos jours. Le musée possède des fonds dans :
- L'art français du XIXe siècle, notamment les estampes et les livres rares[2]
- Art russe et art non conformiste soviétique de la collection Dodge[3]
- Art américain, en particulier les estampes[4]

Des sélections de ces collections, ainsi que des présentations ciblées d'art européen, d'art inspiré du Japon (appelé japonisme), d'art de la Grèce antique, d'art de la Rome antique, d'art précolombien et d'illustrations américaines pour des livres pour enfants, sont toujours à l'affiche. Le musée met également ces collections à disposition par le biais d'un programme actif de prêts aux musées d'art, à la fois nationaux et internationaux, ainsi que par la participation à Google Arts & Culture et ARTstor.

## Programmes et expositions

Affiche de l'exposition Subjective Objective: A Century of Social Photography (2007-2008).

Le Zimmerli Art Museum présente des expositions comme un musée pédagogique avec une perspective interdisciplinaire. Le musée est désormais gratuit pour tous les visiteurs et propose des visites pour les groupes.
En tant que musée d'enseignement, il contribue aux programmes académiques des étudiants de premier cycle et des cycles supérieurs de l'université Rutgers, et il propose également des programmes à la communauté au sens large. Les professeurs de Rutgers des sciences humaines et des sciences utilisent le musée pour leurs cours afin de stimuler la recherche interdisciplinaire parmi les étudiants de premier cycle et des cycles supérieurs de tous les domaines d'études. Le musée collabore avec le département universitaire d'histoire de l'art dans ses programmes de formation en conservation de musée, ainsi que par le biais de ses bourses et stages dotés pour les étudiants diplômés à la recherche d'une carrière dans le domaine muséal.
Le musée propose des visites interactives conçues pour les groupes d'âge des élèves du primaire et du secondaire suivant les exigences académiques. Les enseignants des élèves peuvent bénéficier d'ateliers que le musée organise en collaboration avec la Rutgers Graduate School of Education et satisfaire aux exigences de développement professionnel obligatoires. De plus, le musée propose des ateliers de dessin pour tous les âges, ainsi que des contes pour les enfants d'âge préscolaire et des excursions d'une journée pour les adultes qui souhaitent en savoir plus sur des aspects spécifiques de l'art.

## Collection permanente

### Art américain

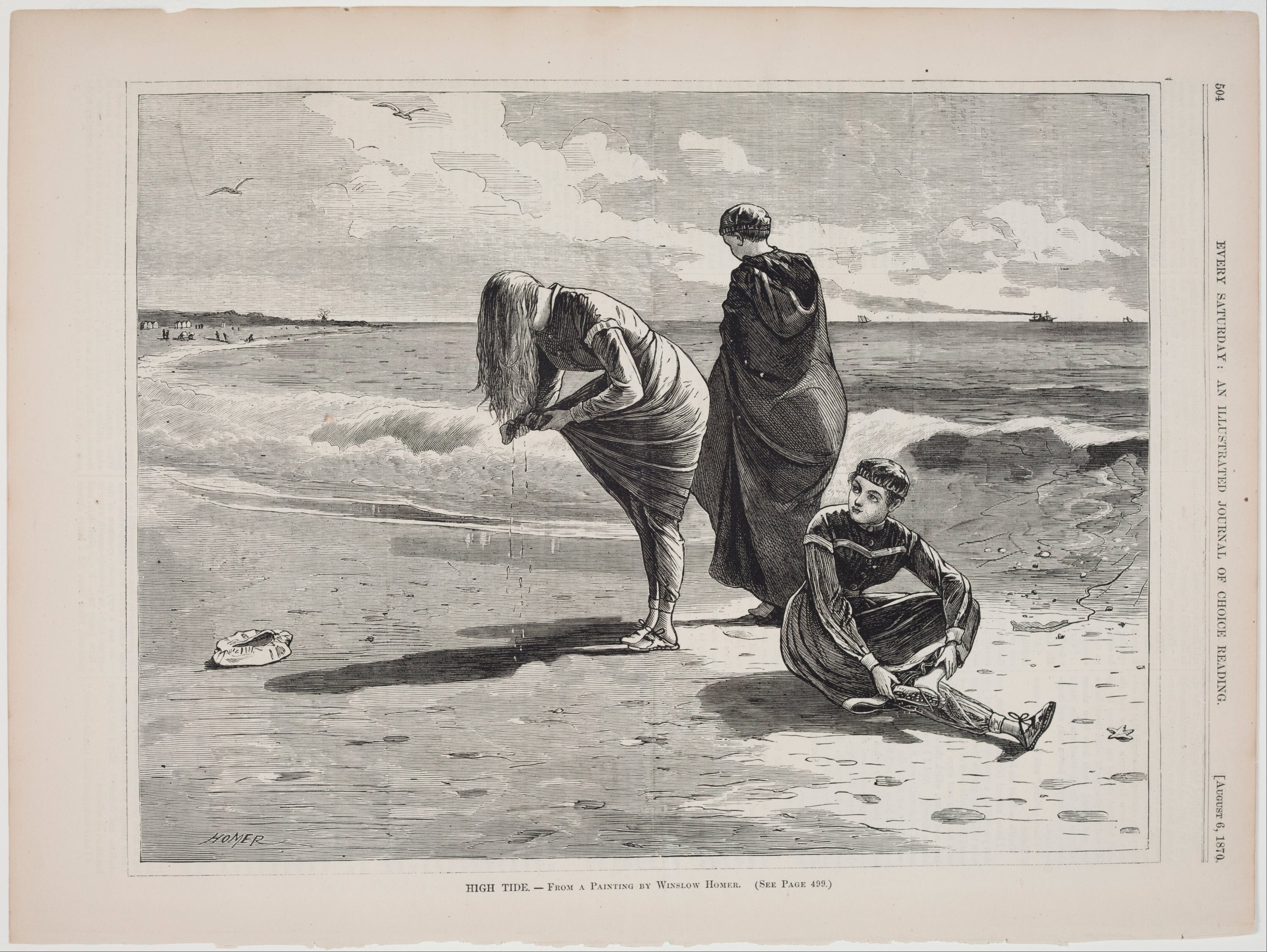
Winslow Homer, High Tide (1870, gravure sur bois).

La collection d'art américain du Zimmerli Art Museum contient plus de 16 500 objets. Il comprend des peintures, des sculptures, des œuvres sur papier (estampes, dessins et photographies) et des arts décoratifs. Les premières peintures de la collection Zimmerli datent de la fin du XVIIIe siècle, lorsque les États-Unis et l'Université Rutgers — alors appelée Queen's College — en étaient à leurs balbutiements. Reflétant le riche patrimoine artistique et culturel de l'Amérique, le musée présente des exemples de portraits, de paysages, de natures mortes, d'art narratif et d'abstraction. Les styles modernes et contemporains représentés dans la collection incluent le précisionnisme, le surréalisme, l'expressionnisme abstrait, l'abstraction géométrique, le pop art, l'op art, Fluxus, le photoréalisme et le minimalisme, ainsi que des œuvres qui explorent des questions sociales et politiques. Chaque année, le musée présente deux grandes expositions qui traitent d'un thème ou d'un mouvement artistique particulier, ou qui mettent l'accent sur le travail d'artistes spécifiques, notamment des femmes artistes.

### Art européen

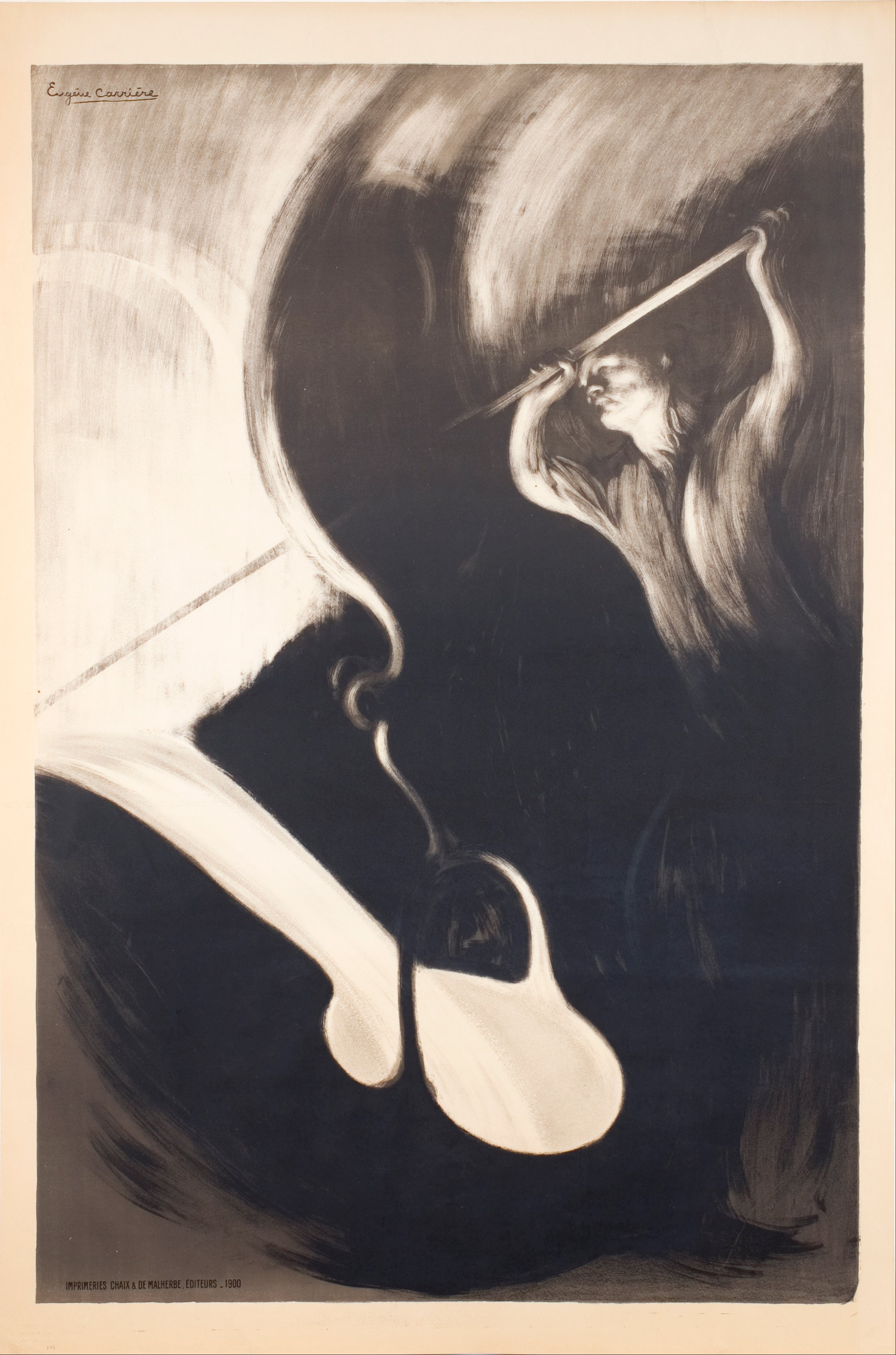
Eugène Carrière, Le Fondeur (1900, lithographie).

La collection Zimmerli d'art européen comprend des peintures, des sculptures, des œuvres sur papier, des livres rares et des arts décoratifs, et s'étend de la Renaissance à nos jours, totalisant près de 10 000 objets, avec une grande majorité d'œuvres sur papier du XIXe siècle français, notamment des estampes et des livres rares. Les sujets fortement représentés incluent les portraits et les caricatures, les paysages et les divertissements populaires. Parmi les collections européennes se trouve également une collection renommée de japonisme, des œuvres de la fin du XIXe siècle d'artistes européens inspirés par l'art et l'esthétique japonais.
En 2011, les Zimmerli ont restitué un rare portrait Renaissance de Hans Baldung aux héritiers de Friedrich et Louise Gutmann (en), assassinés par les nazis dans les camps de concentration. Le tableau avait été donné à Rutgers par Rudolph J. Heinemann (en) qui, selon les Zimmerli, l'avait acquis de Rosenberg et Stiebel,,.

### Art russe et art non conformiste soviétique
Les collections d'art non conformiste russe et soviétique de Zimmerli contiennent quelque 22 000 pièces et offrent un aperçu de l'art en Russie du XIVe siècle à nos jours. L'ère impériale de l'art russe est représentée par le don de George Riabov en 1990, qui couvre des styles et des sujets qui représentent la diversité du patrimoine artistique, des genres et des cultures visuelles de la Russie.

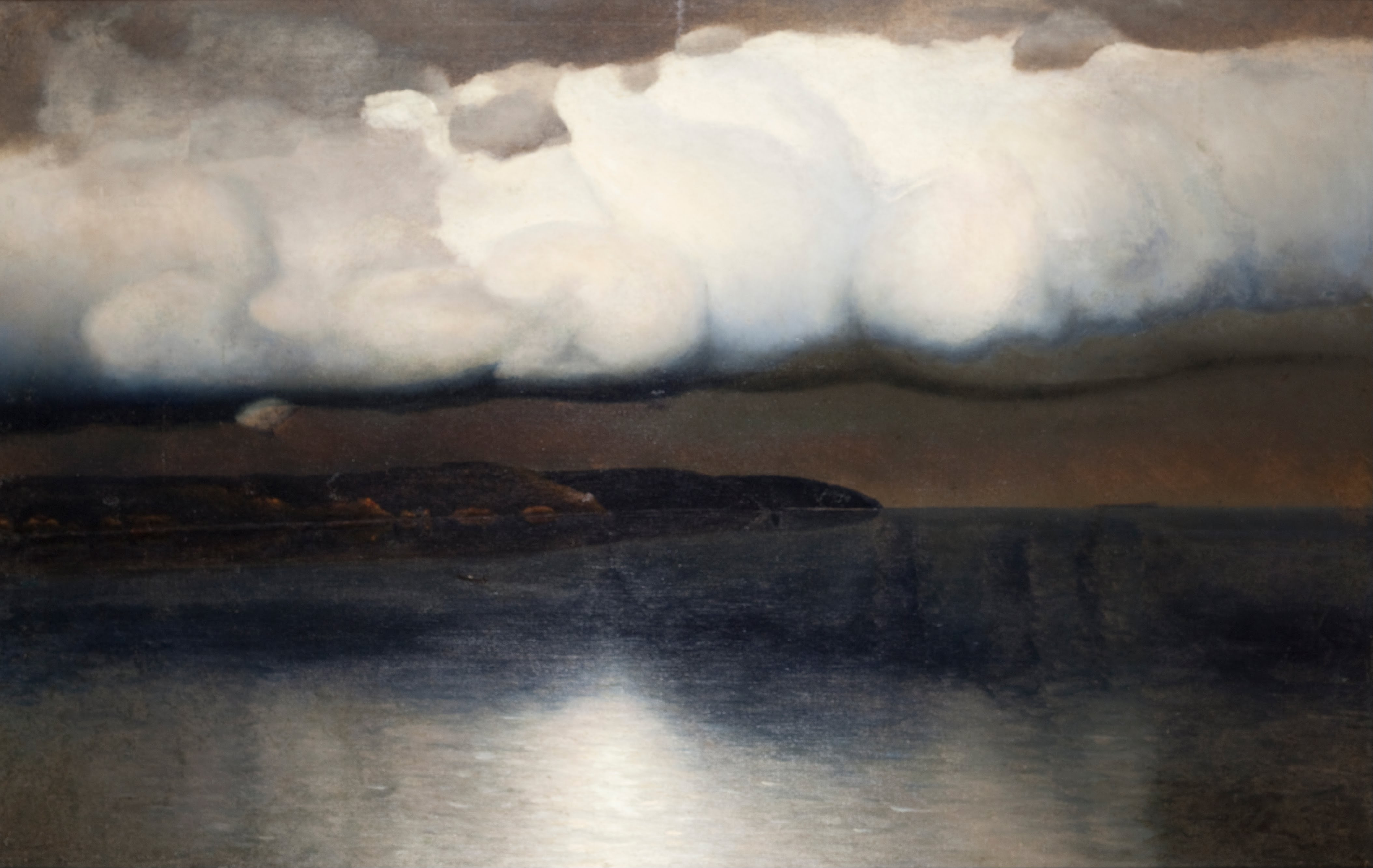
Nikolaï Doubovskoï, Le Calme avant la Tempête (entre 1889 et 1890, huile sur toile).

La collection Dodge est la plus grande collection d'art soviétique non conformiste aux Etats-Unis. La collection a été amassée par un professeur d'économie de l'université du Maryland, Norton Dodge (en), de la fin des années 1950 jusqu'à l'avènement de la Perestroïka. La collection a été offerte par Norton et Nancy Dodge en 1991. Plus de 20 000 œuvres de près de 1 000 artistes révèlent une culture qui a défié les conventions politiquement imposées du réalisme socialiste. Tous les médiums sont représentés, y compris les peintures sur toile et panneau, la sculpture, l'assemblage, les objets décoratifs, les installations, les œuvres sur papier, la photographie, la vidéo, les livres d'artistes et les textes autoédités appelés samizdat. Cet éventail encyclopédique d'art non conformiste s'étend de 1956 à 1986 environ, du début du « dégel » culturel de Khrouchtchev à l'avènement de la glasnost et de la perestroïka de Gorbatchev. Les œuvres créées pendant l'ère Gorbatchev (jusqu'en 1991) sont également représentées. La collection comprend de l'art fabriqué en Russie, ainsi que de nombreux exemples d'art non conformiste produits dans les républiques soviétiques : Arménie, Azerbaïdjan, Biélorussie, Estonie, Géorgie, Kazakhstan, Kirghizistan, Lettonie, Lituanie, Turkménistan, Ukraine et Ouzbékistan. Un don de Claude et Nina Gruen étend les collections d'art russe de Zimmerli aux œuvres post-perestroïka produites depuis 1986. Beaucoup de ces œuvres ont été réalisées par d'anciens artistes soviétiques vivant dans la diaspora. En outre, le musée possède sept archives associées à l'art soviétique non conformiste. Ensemble, ces archives comprennent plus de 50 000 articles.
La collection Dodge comprend des œuvres de la peintre russe Irina Nakhova, qui a été sélectionnée en 2015 comme la première femme à représenter la Russie avec une exposition personnelle de ses œuvres dans son pavillon à la Biennale de Venise.